# 文森佐·斯卡莫齐
文森佐·斯卡莫齐（Vincenzo Scamozzi 1548年9月2日—1616年8月7日）是一位意大利建筑师，16世纪活跃于维琴察和威尼斯共和国。他的《普遍建筑理念》（L'idea dell'architettura universale，1615年）是意大利文艺复兴末期最有影响力的建筑著作之一。

## 生平

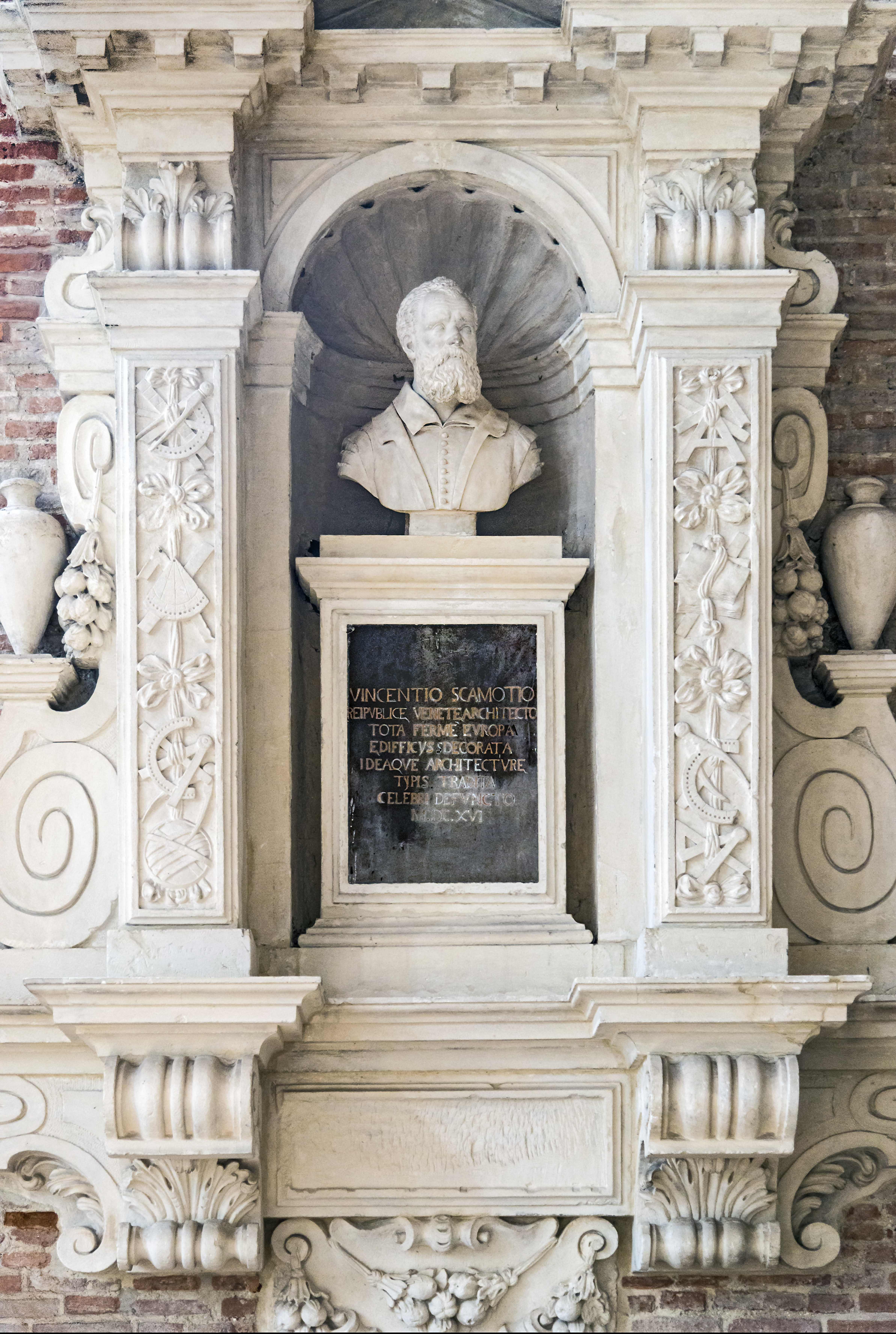
维琴察的文森佐·斯卡莫齐像

他出生于维琴察，父亲是一名建筑承包商，也是文森佐的启蒙老师，教他学习过一些塞巴斯蒂亚诺·塞利奥的理念。他在1579–1580年间待在罗马，随后在1581年前往威尼斯，1600年又前往法国研究建筑。在安德烈亚·帕拉弟奥去世后，他继续完成了很多他留下的工作，如奧林匹克劇院。